# Giêsu trong hội đường Caphácnaum

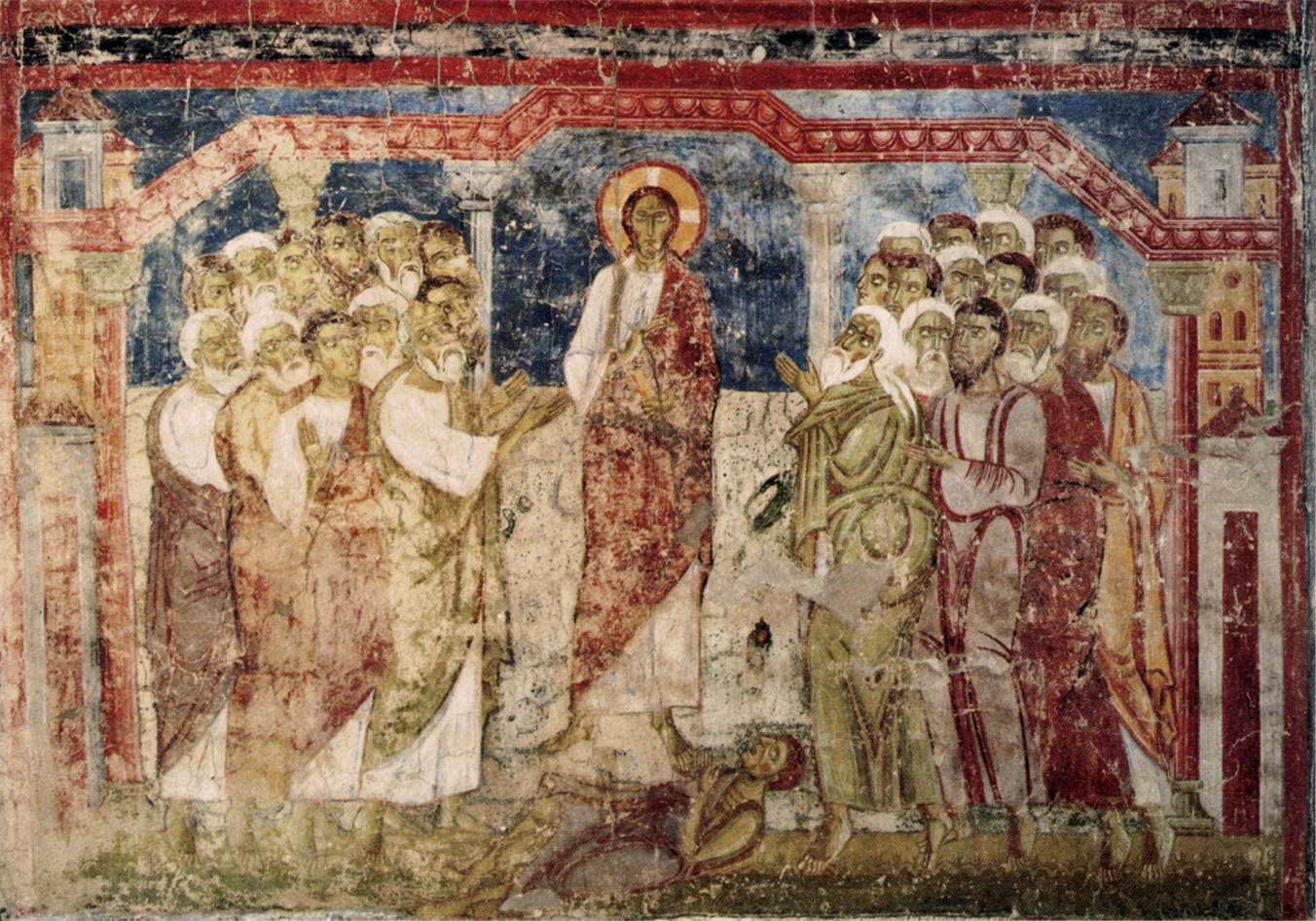

Trong Tân Ước, sự kiện Giêsu đến hội đường Caphácnaum đánh dấu sự khởi đầu sứ vụ giảng đạo của ông. Tại đây, ông đã thực hiện việc trừ quỷ được trình thuật lại trong Phúc âm Mark 1:21-28 và Phúc âm Luca 4:31-37.
Theo các sách Phúc Âm này, trong ngày Sabbath, Giêsu và các môn đệ của ông đã đến Caphácnaum để bắt đầu giảng dạy. Mọi người ngạc nhiên trước lời dạy của ông, bởi vì ông đã giảng dạy như một trong những người có thẩm quyền, chứ không phải là một giảng viên luật pháp. Lúc đó, có một người đàn ông bị thần ô uế trong hội đường kêu lên: "Ông Giêsu Nazareth, chuyện chúng tôi can gì đến ông, mà ông đến tiêu diệt chúng tôi? Tôi biết ông là ai rồi: ông là Đấng Thánh của Thiên Chúa!".
Nhưng Giêsu nghiêm khắc nói với người này: "Câm đi, hãy xuất khỏi người này!". Quỷ vật vã người đàn ông dữ dội và thét lên xuất khỏi ông ta.
Mọi người chứng kiến đều ngạc nhiên và tự hỏi nhau "Lời ấy là thế nào? Ông ấy lấy uy quyền và thế lực mà ra lệnh cho các thần ô uế, và chúng phải xuất!". Tin tức về Giêsu nhanh chóng lan đi khắp trên toàn xứ Galilê.